# 陈旭麓
陈旭麓（1918年3月31日—1988年12月1日），初名陈修禄，男，湖南省湘乡县（今双峰县）人，中国历史学家。

## 生平
1943年毕业于大夏大学（今华东师范大学）历史社会学系，1940年代曾任大夏大学、圣约翰大学教授，讲授近代史。
中华人民共和国成立后曾任华东师范大学教授、中国文化研究中心主任、中国近代史研究室主任，以及中国现代史学会副理事长。文化大革命期间，成为上海“罗思鼎”写作组成员。1978年后研究中国近代社会变迁等议题。1988年12月1日病逝于上海，终年70岁。他的遗稿经其学生、家属整理成《陈旭麓文集》出版。

## 弟子
历史学家茅海建在华东师范大学读硕士时，曾是陈旭麓的学生。

## 著作
著作有《初中本国史》、《陈天华传》、《近代史思辩录》、《近代中国社会的新陈代谢》（1992年出版）、《近代中国八十年》等。